# Modèle probabiliste
Un modèle probabiliste est un espace probabilisé  auquel est adjointe une convention de correspondance entre les éléments de cet espace et un certain secteur de la réalité.

« Il n'y a pas de probabilité en soi. Il n'y a que des modèles probabilistes. »

— Georges Matheron, Estimer et choisir

## Reconstruction opératoire
Le modèle probabiliste réalise l'interface entre une série de mesures physiques xi et des variables aléatoires du modèle.
Par exemple, le concept d'indépendance de deux mesures x3 et x4 n'a pas de sens, parce que ce sont deux grandeurs déterministes. Par contre, le modèle mathématique donne une fréquence théorique d'événements successifs, en supposant leur indépendance (ou une dépendance définie). Cela fournit un critère de réfutabilité en la survenue d'un événement de probabilité nulle dans le modèle, ou en pratique très improbable: le respect par les mesures des fréquences données par le modèle permettra de le corroborer, un écart tendra à sa réfutation. Néanmoins, certaines conséquences du modèle n'auront pas de sens physique car dépassante le seuil d'objectivité.